# Florence Kasumba
Florence Kasumba (ur. 26 października 1976 w Kampali) – niemiecka aktorka ugandyjskiego pochodzenia, która wystąpiła m.in. w filmach: Wonder Woman, Kapitan Ameryka: Wojna bohaterów i Czarna Pantera.

## Filmografia

### Filmy
| Rok  | Tytuł                                      | Rola              | Reżyser             | Uwagi |
| ---- | ------------------------------------------ | ----------------- | ------------------- | ----- |
| 2001 | Ik ook van jou                             | Silke             | Ruud van Hemert     |       |
| 2006 | The Stoning                                | Nilophé           | Harald Holzenleiter |       |
| 2012 | Transpapa                                  | Tessi             | Sarah-Judith Mettke |       |
| 2014 | Zeit der Kannibalen                        | Florence          | Johannes Naber      |       |
| 2016 | Offline: Are You Ready for the Next Level? | Skuld             | Florian Schnell     |       |
| 2016 | Kapitan Ameryka: Wojna bohaterów           | Ayo               | Anthony i Joe Russo |       |
| 2016 | Wie Männer über Frauen reden               | Sabine            | Henrik Regel        |       |
| 2017 | Wonder Woman                               | Senator Acantha   | Patty Jenkins       |       |
| 2018 | Czarna Pantera                             | Ayo               | Ryan Coogler        |       |
| 2018 | Bez słowa                                  | Tanya             | Duncan Jones        |       |
| 2018 | Avengers: Wojna bez granic                 | Ayo               | Anthony i Joe Russo |       |
| 2019 | Król lew                                   | Shenzi (głos)     | Jon Favreau         |       |
| 2019 | Der letzte Bulle                           | Kriemhild Magunda | Peter Thorwarth     |       |
| 2022 | Czarna Pantera: Wakanda w moim sercu       | Ayo               | Ryan Coogler        |       |
| 2022 | Sen nocy letniej                           | Hippolyta         | Sacha Bennett       |       |

### Telewizja
| Rok       | Tytuł                         | Rola               | Uwagi                |
| --------- | ----------------------------- | ------------------ | -------------------- |
| 2006–2020 | Tatort                        | różne role         | 10 odc.              |
| 2007      | Die Familienanwältin          | Mboose Thallert    | 1 odc.               |
| 2007      | Vier Frauen und ein Todesfall | Freedom            | 1 odc.               |
| 2010      | Jednostka specjalna Dunaj     | Mira Wiesinger     | 1 odc.               |
| 2013      | Großstadtrevier               | Sisi Ngoro         |                      |
| 2013      | Der letzte Bulle              | Denise Mokaba      | 1 odc.               |
| 2013      | In aller Freundschaft         | Imani Kutesa       | 1 odc.               |
| 2014      | The Quest                     | Talmuh             | 10 odc.              |
| 2015      | Die letzte Spur               | Madame Manyong     | 1 odc.               |
| 2015      | Dominion                      | Daria              | 3 odc.               |
| 2016–2017 | Emerald City                  | East               | 3 odc.               |
| 2018      | Kobra – oddział specjalny     | Karen Morris       | 1 odc.               |
| 2018      | Deutschland 86                | Rose Seithathi     | 10 odc.              |
| 2019      | Criminal: Germany             | Antje Borchert     | miniserial; gł. rola |
| 2020      | Spides                        | oficer Nique Navar | 8 odc.               |
| 2021      | Falcon i Zimowy Żołnierz      | Ayo                | 3 odc.               |
| 2021      | Kitz                          | Regine Forsell     | 5 odc.               |